# Michele Zappullo
Michele Zappullo (Capaccio, 5 agosto 1548 – ...) è stato uno storico italiano.
Fu autore di diverse opere, tra cui il Sommario Istorico. È stato tra i primi a sostenere che la città di Paestum, divenuta zona malarica, era stata da tutti dimenticata. Ne parla nel suo Sommario. È deceduto nella prima metà del Seicento.

## Pubblicazioni
- Sommario Istorico, su books.google.it.
- Historie di quattro principali città del mondo Gerusalemme, Roma Napoli e Venezia, su books.google.it.
- Discorso delle tavole astronomiche, su books.google.it.